# Mông Cổ bí sử
Mông Cổ bí sử (chữ Mông Cổ cổ điển:  Mongγol-un niγuca tobčiyan, tiếng Mông Cổ Khalkha: Монголын нууц товчоо, Mongolyn nuuts tovchoo) là tác phẩm văn chương tiếng Mông Cổ lâu đời nhất còn tồn tại. Tác phẩm được viết cho hoàng tộc Mông Cổ vào một khoảng thời gian nào đó sau cái chết của Thành Cát Tư Hãn vào năm 1227, bởi một tác giả vô danh và nguyên bản có thể là bằng chữ Duy Ngô Nhĩ, mặc dù vậy, tất cả các văn bản còn tồn tại của tác phẩm lại xuất phát từ các bản phiên âm hoặc dịch thuật sang Hán tự từ cuối thế kỷ 14, được nhà Minh biên soạn với tên Nguyên triều bí sử (tiếng Trung: 元朝秘史; bính âm: Yuáncháo mìshǐ).
Bí sử được coi là văn bản miêu tả bằng tiếng Mông Cổ bản địa quan trọng và độc nhất về Thành Cát Tư Hãn. Về mặt ngôn ngữ, tác phẩm cung cấp một nguồn tư liệu dồi dào về tiếng Mông Cổ tiền cổ điển và tiếng Mông Cổ trung đại. Bí sử được coi như một bộ phận của văn học cổ điển cả ở tại Mông Cổ và phần còn lại của thế giới.

## Nội dung
Cũng giống như nhiều văn bản khác vào thời kỳ này, tác phẩm bao gồm các yếu tố văn hóa dân gian và thơ ca và không hẳn là sự thực như các sử gia mong muốn. Tác phẩm có những mốc thời gian mâu thuẫn. Mông Cổ bí sử ngoài việc là một tư liệu lịch sử quan trọng, còn là một trong các tư liệu thành văn đầu tiên của thơ ca Mông Cổ.
Tác phẩm bắt đầu với một bảng phả hệ về gia đình của Thiết Mộc Chân. Tác phẩm mô tả về cuộc sống của Thiết Mộc Chân bắt đầu từ khi cha Dã Tốc Cai bắt cóc mẹ Ha Ngạch Lôn, sau đó là cuộc sống những năm đầu đời của Thiết Mộc Chân. Quãng thời gian khó khăn sau cái chết của cha và nhiều cuộc xung đột chống lại ông, các cuộc chiến tranh, và âm mưu trước khi ông có tước hiệu Thành Cát Tư Hãn vào năm 1206. Các phần sau đó của tác phẩm nói về các cuộc chinh phục của Thành Cát Tư Hãn và Oa Khoát Đài trên khắp lục địa Á-Âu, và phần kết là các nhận xét của Oa Khoát Đài về những gì ông ta đã làm.
Tác phẩm bao gồm 12 quyển:
1. Tổ tiên và thời trẻ của Thiết Mộc Chân.
2. Những năm tuổi trẻ của Thiết Mộc Chân.
3. Thiết Mộc Chân đánh bại Miệt Nhi Khất (Merkit) lấy tước hiệu Thành Cát Tư Hãn.
4. Thành Cát Tư Hãn chiến đấu chống lại Trát Mộc Hợp và Thái Xích Ô.
5. Thành Cát Tư Hãn đánh bại Thát Đát và lâm vào tình trạng rối ren với Vương Hãn.
6. Tiêu diệt Khắc Liệt.
7. Nghiệp chướng của Vương Hãn.
8. Sự trốn thoát của Khuất Xuất Luật và đánh bại Trát Mộc Hợp.
9. Thành lập đế quốc và vệ quân.
10. Chinh phục Úy Ngột Nhi và các dân tộc rừng núi.
11. Đánh cướp nhà Kim, Tây Hạ, Sartuul, Baghdad và Nga
12. Cái chết của Thành Cát Tư Hãn và sự trị vì của Oa Khoát Đài.

## Tái phát hiện và dịch thuật

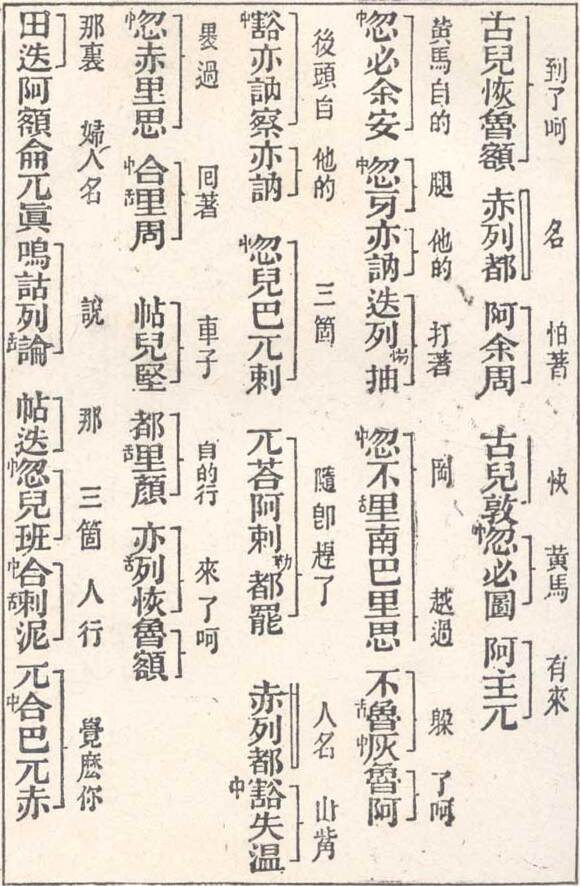
Trình bày trong một bản tiếng Hán năm 1908 của Mông Cổ bí sử. Nguyên bản tiếng Mông Cổ theo phiên âm tiếng Hán cùng một bảng chú giải thuật ngữ ở bên phải mỗi hàng chữ

Chỉ còn sót lại các bản sao của tác phẩm với hình thức phiên âm văn bản gốc tiếng Mông Cổ bằng Hán tự, kèm theo một bảng thuật ngữ trong dòng và một bản dịch mỗi phần bằng tiếng Hán. Tại Trung Quốc, tác phẩm được biết đến như là một văn bản dùng để dạy cho người Hán đọc và viết tiếng Mông Cổ vào thời nhà Minh và các bản dịch tiếng Hán đã được sử dụng trong một số sử tịch, song vào thập niên 1800, các bản sao đã trở nên rất hiếm.
Baavuday Tsend Gun (1875-1932) là học giả Mông Cổ đầu tiên đã chuyển tự Mông Cổ bí sử sang tiếng Mông Cổ hiện đại, vào năm 1915-17. Phát hiện đầu tiên về Bí sử ở phương Tây và cung cấp một bản dịch từ chú giải tiếng Hán là nhà Hán học người Nga Palladiy Kafarov. Bản dịch đầu tiên từ văn bản tiếng Mông Cổ được khôi phục lại là của nhà Hán học người Đức Erich Haenisch (phiên bản của văn bản khôi phục gốc: 1937; bản dịch: 1941, bản thứ hai 1948) và Paul Pelliot (1949). B. I. Pankratov đã xuất bản một bản dịch tiếng Nga vào năm 1962. Sau đó, Tsendiin Damdinsuren đã chuyển tự biên niên sử này sang tiếng Mông Cổ Khalkha vào năm 1970.
Arthur Waley đã cho xuất bản một bản dịch một phần của Bí sử, song bản dịch đầy đủ đầu tiên sang tiếng Anh là của Francis Woodman Cleaves, với tên gọi The Secret History of the Mongols: For the First Time Done into English out of the Original Tongue and Provided with an Exegetical Commentary. Ngôn ngữ cổ xưa mà Cleaves sử dụng không làm thỏa mãn tất cả mọi người, giữa năm 1971 và 1985, Igor de Rachewiltz đã xuất bản một bản dịch 11 quyển của loạt Papers on Far Eastern History với những lời chú thích mang tính rộng rãi ở cuối trang và không những vậy, nó còn bao gồm các khía cạnh của văn hóa Mông Cổ. Mông Cổ bí sử đã được các nhà nghiên cứu xuất bản bằng hơn 30 thứ tiếng.
Năm 2004, chính phủ Mông Cổ tuyên bố rằng bản sao của Mông Cổ bí sử được bọc vàng được đặt tại phần phía sau của toà nhà chính phủ.